# Acrocercops goniodesma
Acrocercops goniodesma là một loài bướm đêm thuộc họ Gracillariidae. Nó được tìm thấy ở Java, Indonesia. Nó được miêu tả bởi Edward Meyrick năm 1934. Ấu trùng ăn các loài Magnoliaceae.